# ATP Challenger Međugorje
Das ATP Challenger Međugorje (offizieller Name: Medjugorje Open) war ein 2008 einmalig stattfindendes Tennisturnier in Međugorje. Das Turnier war Teil der ATP Challenger Tour und wurde im Freien auf Sand ausgetragen.

## Liste der Sieger

### Einzel
| Jahr | Sieger       | Finalgegner | Ergebnis |
| ---- | ------------ | ----------- | -------- |
| 2008 | Iván Navarro | Pere Riba   | 6:0, 6:2 |

### Doppel
| Jahr | Sieger                  | Finalgegner                     | Ergebnis |
| ---- | ----------------------- | ------------------------------- | -------- |
| 2008 | Jan Minář Martin Slanar | Pere Riba Pablo Santos González | 7:5, 6:3 |